# Milonja Kaličanin
Milonja Kaličanin, noto negli Stati Uniti d'America con il nome Mike (Sjenica, 31 maggio 1938 – 29 marzo 2022), è stato un calciatore jugoslavo, di ruolo difensore.

## Carriera
Dopo aver giocato nelle serie inferiori in patria con il Prishtina, nel 1965 viene ingaggiato dai turchi del Beşiktaş, con cui vince il campionato 1965-1966. Giocò anche nella prima edizione della Coppa del Presidente, perdendo la competizione contro il Galatasaray.
Nell'estate 1967 venne ingaggiato dagli statunitensi del St. Louis Stars. Con i Stars ottenne il secondo posto della Western Division della NPSL, non qualificandosi per la finale della competizione.
L'anno seguente partecipa alla prima edizione della NASL con gli Stars, con cui ottenne il terzo posto nella Gulf Division.  Kaličanin rimase in forza agli Stars sino al 1971

## Palmarès
- Campionato turco: 1

Beşiktaş: 1965-1966